# Ферфакс (Міссурі)
Ферфакс (англ. Fairfax) — місто (англ. city) в США, в окрузі Атчісон штату Міссурі. Населення — 648 осіб (2020).

## Географія
Ферфакс розташований за координатами 40°20′22″ пн. ш. 95°23′31″ зх. д. / 40.33944° пн. ш. 95.39194° зх. д. (40.339503, -95.392039).  За даними Бюро перепису населення США в 2010 році місто мало площу 1,22 км², з яких 1,21 км² — суходіл та 0,01 км² — водойми.

## Демографія
Згідно з переписом 2010 року, у місті мешкало 638 осіб у 285 домогосподарствах у складі 186 родин. Густота населення становила 523 особи/км².  Було 343 помешкання (281/км²).
Расовий склад населення:
| - 98,4 % — білих - 0,6 % — чорних або афроамериканців - 0,3 % — азіатів |

До двох чи більше рас належало 0,6 %. Частка іспаномовних становила 0,0 % від усіх жителів.
За віковим діапазоном населення розподілялося таким чином: 20,2 % — особи молодші 18 років, 59,4 % — особи у віці 18—64 років, 20,4 % — особи у віці 65 років та старші. Медіана віку мешканця становила 46,8 року. На 100 осіб жіночої статі у місті припадало 91,6 чоловіків;  на 100 жінок у віці від 18 років та старших — 93,5 чоловіків також старших 18 років.
Середній дохід на одне домашнє господарство  становив 48 711 долар США (медіана — 39 167), а середній дохід на одну сім'ю — 59 898 доларів (медіана — 52 841). За межею бідності перебувало 18,1 % осіб, у тому числі 20,9 % дітей у віці до 18 років та 23,6 % осіб у віці 65 років та старших.
Цивільне працевлаштоване населення становило 312 особи. Основні галузі зайнятості: освіта, охорона здоров'я та соціальна допомога — 29,2 %, роздрібна торгівля — 16,7 %, виробництво — 10,9 %, сільське господарство, лісництво, риболовля — 8,7 %.